# Christus vivit

Wappen von Papst Franziskus

Christus vivit (lat. 'Christus lebt') ist ein nach seinem Incipit benanntes nachsynodales Schreiben von Papst  Franziskus. Es trägt den Untertitel: „An die jungen Menschen und an das ganze Volk Gottes“. Mit diesem päpstlichen Schreiben fasst der Papst die Ergebnisse der Bischofssynode zum Thema Jugend zusammen. Die 15. ordentliche Vollversammlung der Bischofssynode fand vom 3. bis zum 28. Oktober 2018 statt und stand unter dem Thema „Jugend, Glaube und Berufungsentscheidung“. Das Schreiben wurde am 25. März 2019 vom Papst unterzeichnet und am 2. April 2019 veröffentlicht.

## Inhaltsverzeichnis
- Einleitung
- Erstes Kapitel: Was sagt das Wort Gottes über die jungen Menschen? (5. – 21.)
- Zweites Kapitel: Jesus Christus ist immer jung (22. – 63.)
- Drittes Kapitel: Ihr seid das Jetzt Gottes (64. – 110)
- Viertes Kapitel: Die große Botschaft für alle jungen Menschen (111. – 133.)
- Fünftes Kapitel: Wege der Jugend (134. – 178.)
- Sechstes Kapitel: Junge Menschen mit Wurzeln (179. – 201.)
- Siebtes Kapitel: Die Pastoral der jungen Menschen (202. – 247.)
- Achtes Kapitel: Die Berufung (248. – 277.)
- Neuntes Kapitel: Die geistliche Unterscheidung (278. – 298.)
- Schlusswort (299.)

## Zusammenfassung
Das nachsynodale Schreiben umfasst 60 Seiten und ist in neun Kapitel, die insgesamt 299 Artikel beinhalten, aufgeteilt. Der Papst geht im Wesentlichen auf die Herausforderung einer jungen Kirche ein, dabei beschreibt er die Situation der jungen Menschen und hebt deren Probleme hervor. Er geht auf die Beziehungen der Generationen ein und regt eine Änderung in der Jugendpastoral an. Als wichtiges Bindeglied bekräftigt er das christliche Bild von Ehe und Familie.
Darüber hinaus fordert er für die umzusetzenden Forderungen Demut ein, verlangt aber gleichzeitig Mut zu Veränderungen. Weitere Themenpunkte sind die Warnung vor der Anpassung an den Zeitgeist, soziale Not, Jugendarbeitslosigkeit, Digitalisierung, Migration und der Missbrauchsskandal.